# Fabio Ricci
Pour les articles homonymes, voir Ricci.
Fabio Ricci, né le 11 juillet 1994 à Faenza en Italie, est un joueur italien de volley-ball. Il mesure 2,04 m et joue central. Il est international italien.

## Clubs
| Club                      | De        | À         |
| ------------------------- | --------- | --------- |
| Pallavolo Conselice       | 2010-2011 | 2010-2011 |
| Porto Robur Costa Ravenne | 2011-2012 | 2011-2012 |
| Lube Macerata             | 2012-2013 | 2012-2013 |
| Porto Robur Costa Ravenne | 2013-2014 | ...       |

## Palmarès
- Championnat d'Europe des moins de 21 ans (1)
  - Vainqueur : 2012
- Championnat d'Italie (1)
  - Vainqueur : 2018
- Coupe d'Italie (1)
  - Vainqueur : 2018
  - Finaliste : 2013
- Supercoupe d'Italie (1)
  - Vainqueur : 2017